# St. Sebastian (Dienstädt)

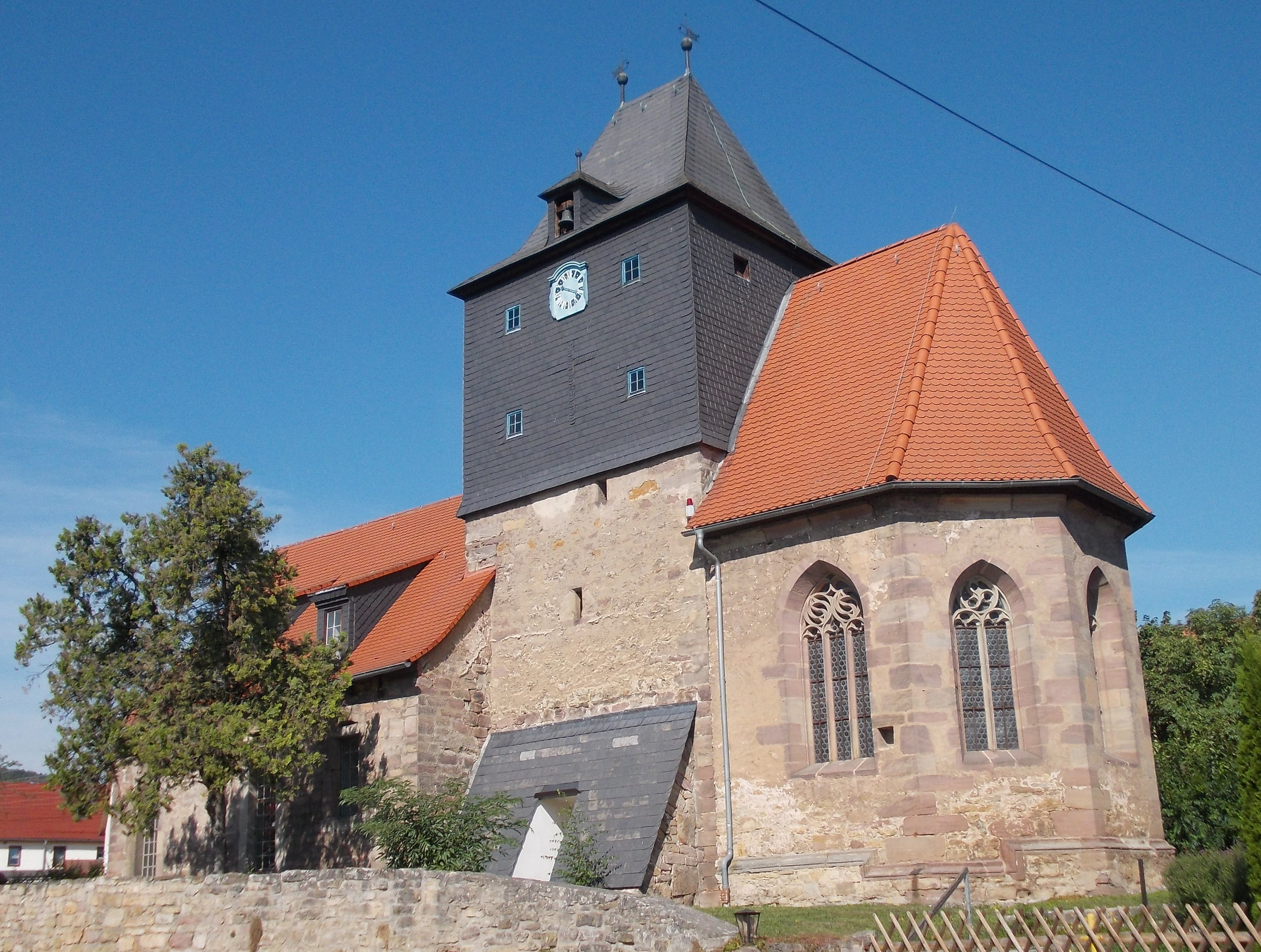
Kirche St. Sebastian: vordere Ansicht …

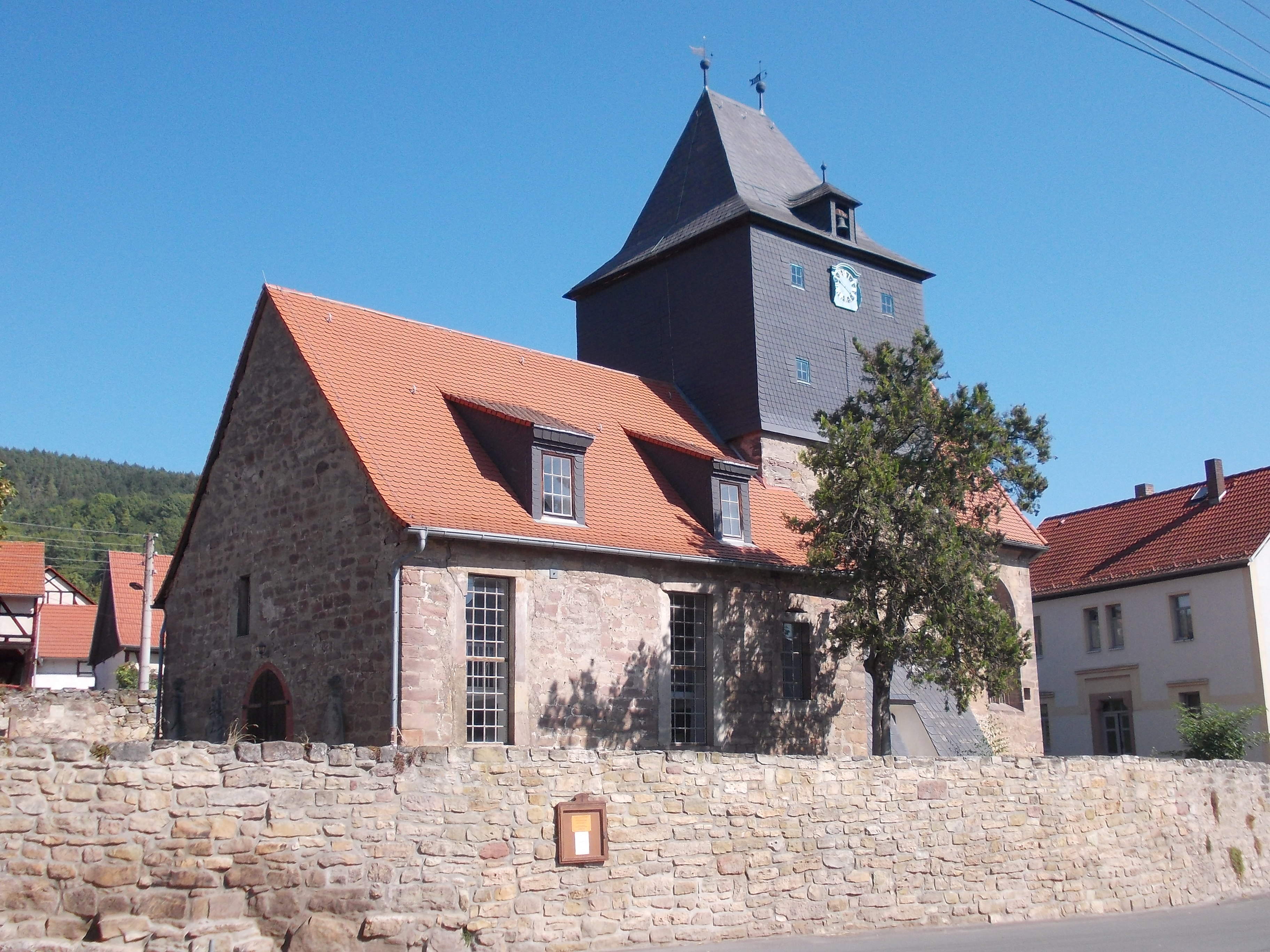
… und hintere Ansicht

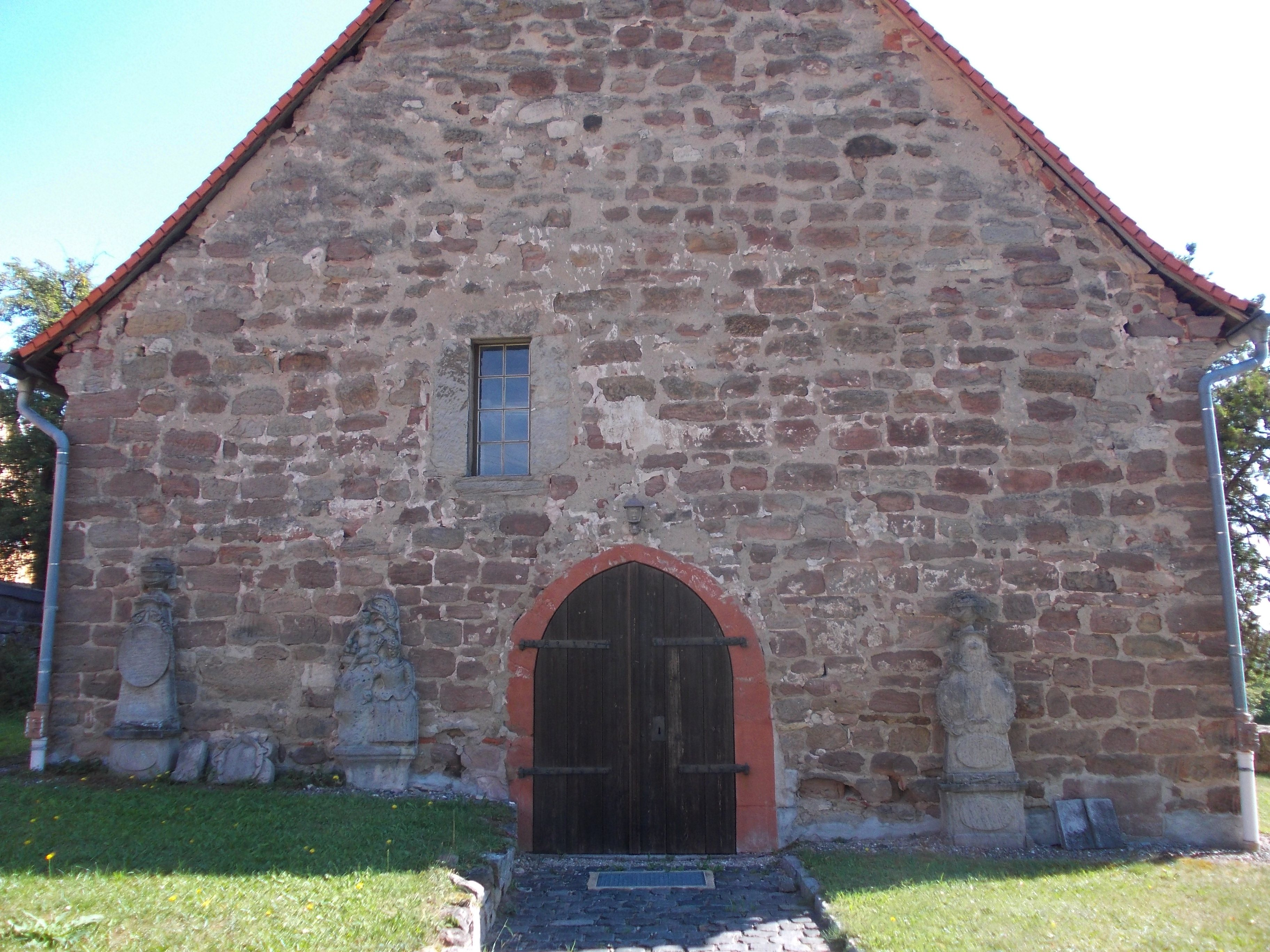
Westseite mit Portal und historischen Grabsteinen

Die Dorfkirche St. Sebastian steht im Ortsteil Dienstädt der Gemeinde Eichenberg im Saale-Holzland-Kreis in Thüringen. Sie ist überregional bekannt aufgrund ihres einzigartigen Flügelaltars.
Die Kirche gehört zum Pfarrbereich Orlamünde im Kirchenkreis Eisenberg der Evangelischen Kirche in Mitteldeutschland.

## Lage
Die Dorfkirche steht weithin sichtbar im Zentrum der kleinen Ortschaft. Sie trägt das Gepräge einer Wehrkirche, was besonders im wuchtigen Glockenturm und der starken Umfassungsmauer des Kirchengeländes sichtbar ist.

## Geschichte
Das Kloster Fulda hat Dienstädt bereits 876 zu seinem Besitz gehörig gezählt. Die Anlage des Gotteshauses aus dem 13. Jahrhundert kann am Gewölbe des Viereckraumes zwischen jetzigem Chor und Langhaus nachvollzogen werden.
Nach der Friedlichen Revolution 1989–1990 wurde das Gotteshaus umfassend restauriert.

## Ausstattung
In spätgotischer Zeit baute man den jetzigen Chorraum mit seinen Spitzbogenfenstern aus. Das Langhaus erhielt im 17. Jahrhundert seine heutige Gestalt. Der obere Turm wurde 1787 gebaut. Die Tür auf der Westseite wurde 1997 nach denkmalgerechten Vorgaben angefertigt. 1736 erfolgte die Anschaffung einer Orgel von Gerhardt aus Lindig. Sie wurde 2007 saniert und kann nach erfolgter Weihe wieder bespielt werden.
Über der Kanzel ist ein Relief aus Alabaster angebracht, das die Anbetung der drei Weisen darstellt. Das Taufbecken stammt aus gotischer Zeit.
Die beiden Glocken wurden 1777 und 1823 in Rudolstadt gegossen.

## Flügelaltar
Eine Besonderheit, die überregional kunstinteressierte Menschen dorthin lockt, ist der Altar: 1510 und 1573 wurde der geschnitzte Flügelaltar eingebaut. Er wurde gemalt vom sogenannten „Dienstädter Meister“, doch dessen Namen ist unbekannt bzw. unsicher. Er soll entweder aus der Saalfelder Schule stammen; andere Fachleute vermuten Zwickaus Meister Hans Witten  oder dessen Schüler Georg Salmenbach als Schöpfer. 
Zu sehen ist der Altarschrein mit blauem Himmel, goldenen Sternen und den Heiligen, die in Not und Bedrängnis um Fürbitte bei Gott angerufen wurden. Die Jungfrau Maria wird als Himmelskönigin gezeigt, umstrahlt von der Sonne, den Mond unter ihren Füßen und auf dem Haupte einen Kranz aus zwölf Sternen. Als Heiligenfiguren dargestellt sind Anna selbdritt, die Beschützerin der Bergleute, die in Thüringen hoch verehrte Heilige Elisabeth, die Nothelferinnen St. Katharina und St. Barbara, den heiligen Erasmus, den Fürbitter der Mütter, sowie den heiligen Sebastian, den Nothelfer in Pestzeiten und Schutzpatron dieser Kirche.
Komplett zusammengeklappt zeigte der Wandelaltar Bilder aus dem Marienleben. Leider wurde dieses 1888 als nicht restaurierbar ersetzt von schlichter ornamentaler Bemalung. Die doppelten Seitenflügel aufgeklappt, erschienen die zwölf Apostel, jeweils zu dritt auf vier Tafelbildern. Komplett geöffnet  entfaltete sich die festliche Pracht der Schnitzereien. Inmitten der sechs Heiligenfiguren schwebte die Madonna auf einer Mondsichel und im güldenen Gewand, geheimnisvoll lächelnd, den Jesusknaben auf dem Arm, der dem andächtigen Betrachter mit beiden Händen eine Kugel entgegenstreckt.
Die Malerei ist im Stil von Lucas Cranach gehalten und erinnert an dessen 1513 für die Kirche in Neustadt/Orla geschaffenen Johannesaltar. Dieser Schnitzaltar ist von höchstem künstlerischen und kirchenkunsthistorischen Rang.
Zur Geschichte des Altars
Ab 1523 predigte in Orlamünde Andreas Bodenstein, genannt Karlstadt, Luthers Mitstreiter und Gegenspieler. Er war für die radikale Befreiung der Gotteshäuser von abgöttischen Bildern. Daher wurde in Dienstädt der Altar irgendwo unter Heu und Stroh versteckt. Anfang der 1550er Jahre stellte ihn Pfarrer Peter Meusler wieder auf und ließ ihn wegen einer amtskirchlichen Rüge einhausen. Der Altar überstand den Dreißigjährigen Krieg, wenn auch mit Schäden. 
Danach entsprachen die spätgotischen Schnitzaltäre nicht mehr dem Zeitgeschmack und wichen modernen Kanzelaltären. Auch die Bürger von Dienstädt bauten in ihrer Kirche um, im vorderen Teil des Chores eine Art Sakristei ein, den Altar ab und bewahrten seine Einzelteile dort auf. So völlig aus dem Blick geraten, kamen diese erst 1888 beim Abbau der Sakristei wieder ans Tageslicht. Paul Lehfeldt nahm den Altar als besonders wertvoll in sein Werk „Bau- und Kunstgeschichte Thüringens“ auf. Die jüngste Restaurierung war in den Kirchlichen Werkstätten in Erfurt zwischen 1993 und 1996.

## Gerhard-Orgel
Auf der Westempore befindet sich die Barockorgel. Sie schuf Lindigs Orgelbauer Justin Ehrenfried Gerhard 1736 und gilt als eine seiner bedeutendsten im Saale-Holzland-Kreis. Die Orgel blieb im Wesentlichen original erhalten – bis auf die erneuerungsbedürftigen Prospektpfeifen und die Manualklaviatur. Den Orgelprospekt restaurierte die Firma Volkland aus Bad Klosterlausnitz. 
Die Orgel erklingt seit ihrer Wiedereinweihung im Jahre 2007 zu den Gottesdiensten und zu Konzerten renommierter Organisten.